# Dipterocarpus mundus
Dipterocarpus mundus är en tvåhjärtbladig växtart som beskrevs av V. Sloot.. Dipterocarpus mundus ingår i släktet Dipterocarpus och familjen Dipterocarpaceae. Inga underarter finns listade i Catalogue of Life.